# Hyperlipémie
 Mise en garde médicale
L’hyperlipémie ou hyperlipidémie est le nom donné à des dysfonctionnements se traduisant par un taux élevé de graisse dans le sang (sous forme de lipoprotéines, c'est pourquoi on parle aussi d'hyperlipoprotéinémie). 
C'est une maladie de plus en plus commune dans les pays riches et développés (4 % des adultes de plus de 30 ans sont par exemple concernés en France). C'est un problème grave car facteur de risque d’athérome vasculaire (première cause de mortalité dans de nombreux pays riches).

## Origines
Elle peut être induite par une élévation anormale du taux de sucre et/ou de graisse dans le sang (diabète sucré), un dérèglement hormonal (et plus précisément de la thyroïde), dysfonctionnement du rein ou du complexe hépatobiliaire (foie / bile). 
L'utilisation d'œstroprogestatif (pilule contraceptive) peut aussi causer une hyperlipidémie. Une grossesse, la ménopause (Cf. accroissement du cholestérol LDL), le type d'activités physiques (Cf. augmentation du cholestérol HDL), l'alcoolisme ou la consommation élevée de glucides (⇒ triglycérides) et d'acides gras saturés (⇒ cholestérol LDL) peuvent être en cause. Divers facteurs pouvant s'additionner ou se multiplier.
Il peut aussi s'agir d'une maladie génétique rare évoluant en poussées, transmise en mode récessif autosomique (les deux parents doivent être porteur du gène muté). Cette déficience induit un double déficit en enzymes (lipoprotéine lipase et en apolipoprotéine CII), source d'une hypertriglycéridémie d'autant plus grave que le régime alimentaire est riche en graisses. 
Chez ces patients, le foie augmente de volume (hépatomégalie) ainsi — moindrement — que la rate (splénomégalie). 
Des xanthomes éruptifs de 1 à 4 mm de diamètre, groupés en amas, jaunâtres, riches en lipides apparaissent. Ils forment des tâches en relief sur la peau (parfois rougeâtres ou brunes et souvent auréolées de rouge), ou en forme de petits nodules localisés sous la peau. Ils sont localisés sur le ventre, le dos et les fesses, ainsi que sur la face d'extension des bras, mains, pieds, mais aussi sur les lèvres et le palais dans la bouche).
Des maux de ventre et une inflammation de la rétine (rétinite) sont également souvent associés à la maladie qui évolue en poussées successives.
Quelques malades développent précocement un athérome artériel (dépôts à l'intérieur des artères).

## Symptômes
L'hyperlipidémie passe inaperçue ou est confondue avec d'autres maladies sauf quand elle devient grave, avec par exemple l'apparition de xanthomes (tache jaune sur la peau).

## Diagnostic
Exploration d'une anomalie lipidique : dosage du cholestérol et des triglycérides (et recherche éventuelle du HDL cholestérol (C.HDL) ou apoprotéine A1 éventuellement) après 12 heures de jeûne (à 2 reprises au moins, à distance de toute affection aiguë, et sans interférence médicamenteuse).

## Typologie
De nouveaux critères génétiques, physiopathologiques vont probablement apparaître, mais l'OMS a retenu la classification de Fredrickson qui en 1967 a distingué (via électrophorèse) 5 types d'hyperlipémies, suivant le type de lipoprotéines qui augmentait le plus dans le sang des patients :
- type l : chylomicrons et triglycérides augmentent le plus ;

- type II : bêta-lipoprotéines et le cholestérol dominent :
  - sous type IIa ou hypercholestérolémie pure (seuls les LDL augmentent),
  - type llb ou hypercholestérolémie mixte (à la fois LDL et VLDL augmentent), c'est le cas de l'hypercholestérolémie essentielle et familiale et de la xanthomatose hypercholestérolémique familiale ;

- type III, lorsqu'à la fois des bêta-lipoprotéines (⇒ hypercholestérolémie) et des pré-bêta-lipoprotéines et consécutivement des triglycérides endogènes augmentent. Des xanthomes tendineux et éruptifs, des douleurs au creux de l'estomac et une tendance à l'athérosclérose caractérisent ces types ;

- type IV (ou hyperlipomicronémie). Le sang enrichi en pré-bêta-lipoprotéines et triglycérides endogène est lactescent. Les symptômes se rapprochent de ceux de l'hyperlipémie essentielle : cas myxœdémateux, néphrétiques, diabétiques, prédiabétiques avec surcharge pondérale ou obésité, maladie d'Ahrens, taux d'acide urique anormalement haut. L'alcoolisme semble favoriser ce type (comme dans le syndrome de Zieve).

b) De Gennes a regroupé les hyperlipémies comme suit ;
1. - Hypercholestérolémie pure (CT > 6mM/l et TG < 1,5mM/l)

rare hyperHDLémie (dosage HDL-C et Apolipoprotéine A1)
augmentation fréquente isolée du C-LDL athérogène (type IIa)
1. - hyperlipidémie mixte

très fréquente hyperlipémie IIb
rarement un type III (très athérogène)
1. - hypertriglycéridémie prédominante

avec chylomicrons ⇒ type I ou V
sans chylomicrons ⇒ type IV

## Soins/traitement
- Un régime strict de restriction des graisses est la base du traitement, hypocalorique pour les patients en surpoids, réduction des sucres rapides et répartition équilibrée des sources d'acides gras.

- Des médicaments hypolipidémiants peuvent aider le patient, généralement en augmentant les HDL (diurétiques, bêta-bloquants, œstrogènes, corticoïdes).